# Ditton
Ditton es una parroquia civil y un pueblo del distrito de Tonbridge and Malling, en el condado de Kent (Inglaterra).

## Geografía
Según la Oficina Nacional de Estadística británica, Ditton tiene una superficie de 4,41 km².

## Demografía
Según el censo de 2001, Ditton tenía 4753 habitantes (49% varones, 51% mujeres) y una densidad de población de 1077,78 hab/km². El 21,35% eran menores de 16 años, el 73,3% tenían entre 16 y 74 y el 5,34% eran mayores de 74. La media de edad era de 38,56 años. Del total de habitantes con 16 o más años, el 22,79% estaban solteros, el 62,97% casados y el 14,23% divorciados o viudos.
El 96,44% de los habitantes eran originarios del Reino Unido. El resto de países europeos englobaban al 1,39% de la población, mientras que el 2,17% había nacido en cualquier otro lugar. Según su grupo étnico, el 98,3% eran blancos, el 0,65% mestizos, el 0,53% asiáticos, el 0,13% negros, el 0,17% chinos y el 0,17% de cualquier otro. El cristianismo era profesado por el 79,39%, el budismo por el 0,08%, el hinduismo por el 0,21%, el judaísmo por el 0,13%, el islam por el 0,44%, el sijismo por el 0,06% y cualquier otra religión por el 0,19%. El 12,24% no eran religiosos y el 7,26% no marcaron ninguna opción en el censo.
2447 habitantes eran económicamente activos, 2378 de ellos (97,18%) empleados y 69 (2,82%) desempleados. Había 1816 hogares con residentes, 15 vacíos y 3 eran alojamientos vacacionales o segundas residencias.